# Jonas Kubilius
Jonas Kubilius (ur. 27 lipca 1921 we wsi Fermos w rejonie jurborskim, zm. 30 października 2011 w Wilnie) – litewski matematyk, rektor Wileńskiego Uniwersytetu Państwowego w latach 1958–1991.

## Życiorys
Uczył się w progimnazjum w Erzwiłkach i w gimnazjum w Rosieniu, 1940-1943 i ponownie 1945-1946 studiował na Uniwersytecie Wileńskim, 1944-1945 pracował jako nauczyciel w szkole średniej w Erzwiłkach. W latach 1945–1948 pracował jako asystent laboratorium Wileńskiego Uniwersytetu Państwowego i jednocześnie 1946-1948 był dyrektorem kursów przygotowawczych, 1948-1951 studiował na aspiranturze Leningradzkiego Uniwersytetu Państwowego u Jurija Linnika, od 1947 należał do WKP(b). Od 1951 pracował w Wileńskim Uniwersytecie Państwowym jako starszy wykładowca i później adiunkt, jednocześnie od 1952 pracował w Instytucie Fizyki i Techniki Akademii Nauk Litewskiej SRR jako pracownik naukowy w sektorze fizyki, matematyki i astronomii. W 1958 otrzymał stopień doktora nauk fizyczno-matematycznych, a w 1960 profesora. Od 1958 do 1991 był rektorem Wileńskiego Uniwersytetu Państwowego, jednocześnie 1958-1992 kierownikiem działu teorii prawdopodobieństwa i teorii liczb tego uniwersytetu i prezesem założonego w 1962 Towarzystwa Matematyków Litwy. Zajmował się głównie teorią liczb. W 1959 opublikował monografię Metody prawdopodobieństwa w teorii liczb, która w 1964 została przetłumaczona na angielski i doczekała się wielu wydań. Napisał wiele prac na temat wielowymiarowej analitycznej teorii liczb i zagadnień metrycznych teorii przybliżeń diofantycznych, podręczników dla szkoły wyższej, artykułów o historii matematyki i nauk ścisłych. Był przewodniczącym kolegium redakcyjnego trzytomowej Historii Uniwersytetu Wileńskiego wydanego w latach 1976–1979. W 1962 został akademikiem Akademii Nauk Litewskiej SRR, był członkiem Prezydium Akademii Nauk Litewskiej SRR/Akademii Nauk Litwy. Był doktorem honoris causa Uniwersytetu w Greifswaldzie (1981), Uniwersytetu Karola w Pradze, Uniwersytetu Łotwy (1989) i Uniwersytetu w Salzburgu (1992). W latach 1979–1989 był deputowanym do Rady Najwyższej ZSRR, 1989-1990 deputowanym ludowym ZSRR, a 1992-1996 posłem na Sejm Republiki Litewskiej.

## Odznaczenia i nagrody
- Medal Sierp i Młot Bohatera Pracy Socjalistycznej (13 marca 1969)
- Order Lenina (trzykrotnie, 15 września 1961, 13 marca 1969 i 17 września 1979)
- Order Czerwonego Sztandaru Pracy (1 października 1965)
- Medal im. S. Wawiłowa (1983)
- Nagroda Państwowa Litewskiej SRR (1958)
- Zasłużony Działacz Nauki Litewskiej SRR (1959)
- Honorowe obywatelstwo Wilna[1]

I inne.